# Хлібороб (видання)
«Хлібороб» — назва кількох українських видань.
1. «Хлібороб» — перша україномовна газета в підросійській Україні, вихід першого номера відбувся 12 листопада 1905 року.
2. «Хлібороб» — популярний двотижневик, орган Радикальної Партії, виходив з квітня 1891 до вересня 1895 у Львові й Коломиї; ред. І. Франко (1891), М. Павлик і С. Данилович. «Хлібороб» порушував громадсько-політичні й економічні проблеми села, містив публіцистичні статті (М. Драгоманова, І. Герасимовича, В. Стефаника, Л. Мартовича й ін.); також літ. твори І. Франка, Л. Мартовича, В. Короленка тощо.
3. «Хлібороб» — популярний господарчий двотижневик, орган Ради культури краєвої для воєводства Буковини, виходив у Чернівцях 1904—1913; редактор С. Смаль-Стоцький.
4. «Хлібороб» — місячник, присвячений справам кооперації і сільського господарства, виходив у Харкові 1907 — 1918, українською і російською мовами; вид. Харківського сіль.-госп. товариства.
5. «Хлібороб» — газета націоналістичного напряму в Бразилії, виходив як тижневик у Куритибі в 1938 — 73 (з перервою 1941 — 47), з 1974 — як місячний бюлетень. «Хлібороб» є продовженням тижневика «Український Хлібороб», заснованого 1924 П. Карманським у місто Порто-Уніоні і 1935 перенесеного до Куритиби. 1931 «Український Хлібороб» мав португальськомовний додаток «Українське Життя» («Vida Ukraina»), у 1938 — 40 — гумористичний місячник «Батіжок». «Український Хлібороб» і «Хлібороб» були органами Українського Союзу, перетвореного 1938 на Хліборобсько-Освітній Союз; найбільший наклад сягав 1200 примірників. Визначніші редактори до 1940: П. Карманський, В. Куц, І. Палятинський та І. Горачук; з 1948: М. Гец, С. Плахтин і О. Ващенко.